# ウスイ県
ウスイ県（ウスイけん、Département d'Oussouye）は、セネガル共和国ジガンショール州にある県。ウスイ市とカブルース郡、ルージャ・ウォロフ郡からなる。県都はウスイ。